# Festuca durata
Festuca durata är en gräsart som beskrevs av Bi Sin Sun och Hua Peng. Festuca durata ingår i släktet svinglar, och familjen gräs. Inga underarter finns listade i Catalogue of Life.